# 응우옌응옥호아툭
응우옌응옥호아툭(베트남어: Nguyễn Ngọc Hòa Thục / 阮玉和淑 완옥화숙, 1818년 7월 5일 ~ 1893년 11월 27일)은 응우옌 왕조의 황족이다. 민망 황제의 6번째 딸로, 생모는 귀인(貴人) 까이티찐(蓋氏禎)이다.

## 생애
자롱 17년 음력 6월 3일(1818년 7월 5일), 후에 황성에서 태어났다.
티에우찌 3년(1843년), 시위(侍衛) 응우옌반록(阮文祿)의 아들인 응우옌쯔엉(阮長)과 혼인하였다. 그와의 사이에서 아들 2명과 딸 2명을 낳았다.
뜨득 7년(1854년), 안영공주(베트남어: An Vĩnh Công chúa / 安永公主)로 봉해졌다.
타인타이 5년 음력 10월 20일(1893년 11월 27일), 사망하니 향년 76세였다. 시호를 미숙(美淑)이라고 하였다. 트어티엔부 흐엉투이현 끄찐총(居正總) 응우옛비에우사(月瓢社, 현재의 후에시 흐엉투이에 속함)에 장사지냈다.